# Riacho do Navio
Riacho do Navio är ett periodiskt vattendrag i Brasilien.   Det ligger i delstaten Pernambuco, i den östra delen av landet, 1 300 km nordost om huvudstaden Brasília.
Omgivningarna runt Riacho do Navio är i huvudsak ett öppet busklandskap. Runt Riacho do Navio är det glesbefolkat, med 12 invånare per kvadratkilometer.